# Cuhureștii de Sus
Cuhureștii de Sus es una comuna y localidad de Moldavia en el distrito (raión) de Florești.

## Geografía
Se encuentra a una altitud de 233 m s. n. m. a 132 km de la capital nacional, Chisináu.

## Demografía
En el censo 2014 el total de población de la localidad fue de 2 173 habitantes.